# Heidi Becker
Heidi Becker és una ballarina i física especialitzada en els efectes de la radiació que és enginyera sènior a la NASA i també treballa al Jet Propulsion Laboratory (JPL). La trajectòria professional de Heidi Becker combina les seves dues passions: l'art i la ciència. Després de llicenciar-se en Belles Arts per la Tisch School of the Arts de la Universitat de Nova York, va començar la seva carrera professional com a ballarina en una companyia de teatre de la ciutat de Nova York. Gairebé una dècada més tard, va tornar als estudis i l'any 2001 es va llicenciar en Física per la Universitat Estatal Politècnica de Califòrnia (Pomona). Posteriorment, va realitzar un postgrau en ciències òptiques al College of Optical Sciences de la Universitat d'Arizona.
L'any 2001 es va incorporar al Jet Propulsion Laboratory on ha fet recerca sobre els efectes de la radiació espacial en diversos tipus de dispositius optoelectrònics i ha investigat els efectes nocius en microelectrònica causats per circuits elèctrics mal dissenyats coneguts amb el terme Latch-up. Des de 2003 és directora dels treballs sobre tecnologia de sensors de radiació en el marc del Programa Electronic Parts and Packaging de la NASA. Les seves investigacions s'han presentat en diverses Conferències sobre la els Efectes de la Radiació Nuclear i Espacial. i s'han publicat a revistes com IEEE Transactions on Nuclear Science, Optical Engineering, and Proceedings del SPIE.
És enginyera sènior al Radiation Group Effects de la Electronic Parts Engineering Office de la NASA. A més a més, també dirigeix la investigació de supervisió radiològica de Juno, la sonda especial de la NASA que orbita al voltant de Júpiter des del 5 de juliol de 2016.

## Articles científics
Heidi Becker ha estat autora dels següents articles:
- Becker, H. et al.. The carcinogenic potencial of nanomaterials, their release from products and options for regulating them. Juny de 2011. Int J Hyg Environ Health.
- Becker, H. et al.. NanoLINEN: nanotoxicology link between India and European Nations. Febrer del 2011. J Biomed Nanotechnol.
- Becker, H. et al.. Changes in intraocular pressure and ocular pulse amplitude with accommodation. Març del 2010. Br J Ophthalmol.
- Becker, H.. Underestimated tiny particles. How dangerous are nanoparticles? Novembre del 2009. MMW Fortschr Med.
- Becker, H. et al.. The A/B domain of the teleost glucocorticoid receptor influences partial nuclear localization in the absence of hormone. Setembre del 2008. Endocrinology.
- Becker, H. et al.. Beyond the Pap: assessing patients' priorities for the annual examination. Setembre del 2004. J Womens Health (Larchmt).
- Becker, H. et al.. Anterior uveitis and concurrent allergic conjunctivitis associated with long-term use of topical 0.2% brimonidine tartrate. Juliol del 2004. Arch. Ophthalmol.
- Becker, H. et al.. The role of bacterial biofilms in ocular infections. Agost del 2002. DNA Cell Biol.